# British Academy Film Awards 1967
Die 20. Verleihung der British Academy Film Awards zeichnete die besten Filme von 1966 aus. Die Filmpreise wurden von der British Academy of Film and Television Arts (BAFTA) verliehen.
| Film                                           | N | A |
| ---------------------------------------------- | - | - |
| Protest                                        | 6 | 3 |
| Der Spion, der aus der Kälte kam               | 5 | 3 |
| Der Verführer läßt schön grüßen                | 5 | 1 |
| Der blaue Max                                  | 4 | 1 |
| Wer hat Angst vor Virginia Woolf?              | 3 | 3 |
| Arabeske                                       | 3 | 1 |
| Das Quiller-Memorandum – Gefahr aus dem Dunkel | 3 | 0 |
| Doktor Schiwago                                | 3 | 0 |
| Georgy Girl                                    | 3 | 0 |
| Bunny Lake ist verschwunden                    | 2 | 0 |
| Der Pfandleiher                                | 2 | 1 |
| Die Russen kommen! Die Russen kommen!          | 2 | 0 |
| Khartoum                                       | 2 | 0 |
| Letzte Grüße von Onkel Joe                     | 2 | 0 |
| The War Game                                   | 2 | 2 |
| Viva Maria!                                    | 2 | 1 |

## Preisträger und Nominierungen

### Bester Film
Wer hat Angst vor Virginia Woolf? (Who’s Afraid of Virginia Woolf?) – Regie: Mike Nichols
Doktor Schiwago (Doctor Zhivago) – Regie: David Lean
Protest (Morgan: A Suitable Case for Treatment) – Regie:  Karel Reisz
Der Spion, der aus der Kälte kam (The Spy Who Came in from the Cold) – Regie: Martin Ritt

### Bester britischer Film
Wer hat Angst vor Virginia Woolf? (Who’s Afraid of Virginia Woolf?) – Regie: Mike Nichols
Georgy Girl – Regie: Silvio Narizzano
Protest (Morgan: A Suitable Case for Treatment) – Regie:  Karel Reisz
Der Verführer läßt schön grüßen (Alfie) – Regie: Lewis Gilbert

### United Nations Award
The War Game – Regie: Peter Watkins
Der Pfandleiher (The Pawnbroker) – Regie: Sidney Lumet
Die Russen kommen! Die Russen kommen! (The Russians Are Coming, the Russians Are Coming) – Regie: Norman Jewison
Panorama (Episode: Vietnam – People and War) – Regie: Jo Menell

### Bester ausländischer Hauptdarsteller
Rod Steiger – Der Pfandleiher (The Pawnbroker)
Jean-Paul Belmondo – Elf Uhr nachts (Pierrot le fou)
Sidney Poitier – Träumende Lippen (A Patch of Blue)
Oskar Werner – Der Spion, der aus der Kälte kam (The Spy Who Came in from the Cold)

### Beste ausländische Hauptdarstellerin
Jeanne Moreau – Viva Maria!
Brigitte Bardot – Viva Maria!
Joan Hackett – Die Clique (The Group)
Simone Signoret – Mord im Fahrpreis inbegriffen (Compartiment tueurs)

### Bester britischer Hauptdarsteller
Richard Burton – Der Spion, der aus der Kälte kam (The Spy Who Came in from the Cold) und Wer hat Angst vor Virginia Woolf? (Who’s Afraid of Virginia Woolf?)
Michael Caine – Der Verführer läßt schön grüßen (Alfie)
Ralph Richardson – Doktor Schiwago (Doctor Zhivago), Khartoum und Letzte Grüße von Onkel Joe (The Wrong Box)
David Warner – Protest (Morgan: A Suitable Case for Treatment)

### Beste britische Hauptdarstellerin
Elizabeth Taylor – Wer hat Angst vor Virginia Woolf? (Who’s Afraid of Virginia Woolf?)
Julie Christie – Doktor Schiwago (Doctor Zhivago) und Fahrenheit 451
Lynn Redgrave – Georgy Girl
Vanessa Redgrave – Protest (Morgan: A Suitable Case for Treatment)

### Bester/beste Nachwuchsdarsteller/-in
Vivien Merchant – Der Verführer läßt schön grüßen (Alfie)
Alan Arkin – Die Russen kommen! Die Russen kommen! (The Russians Are Coming, the Russians Are Coming)
Frank Finlay – Othello
Jeremy Kemp – Der blaue Max (The Blue Max)

### Bestes Drehbuch
David Mercer – Protest (Morgan: A Suitable Case for Treatment)
Kevin Brownlow, Andrew Mollo – It Happened Here
Bill Naughton – Der Verführer läßt schön grüßen (Alfie)
Harold Pinter – Das Quiller-Memorandum – Gefahr aus dem Dunkel (The Quiller Memorandum)

### Beste Kamera (Schwarzweiß)
Oswald Morris – Der Spion, der aus der Kälte kam (The Spy Who Came in from the Cold)
Denys N. Coop – Bunny Lake ist verschwunden (Bunny Lake Is Missing)
Kenneth Higgins – Georgy Girl
Gilbert Taylor – Wenn Katelbach kommt… (Cul-de-sac)

### Beste Kamera (Farbe)
Christopher Challis – Arabeske (Arabesque)
Otto Heller – Der Verführer läßt schön grüßen (Alfie)
Jack Hildyard – Modesty Blaise – Die tödliche Lady (Modesty Blaise)
Douglas Slocombe – Der blaue Max (The Blue Max)

### Bester Schnitt
Tom Priestley – Protest (Morgan: A Suitable Case for Treatment)
Thelma Connell – Der Verführer läßt schön grüßen (Alfie)
Frederick Wilson – Arabeske (Arabesque)
Frederick Wilson – Das Quiller-Memorandum – Gefahr aus dem Dunkel (The Quiller Memorandum)

### Bestes Szenenbild (Schwarzweiß)
Tambi Larsen – Der Spion, der aus der Kälte kam (The Spy Who Came in from the Cold)
Don Ashton – Bunny Lake ist verschwunden (Bunny Lake is Missing)
Edward Marshall – Ein Platz ganz oben (Life at the Top)
Tony Woollard – Georgy Girl

### Bestes Szenenbild (Farbe)
Wilfred Shingleton – Der blaue Max (The Blue Max)
Maurice Carter – Das Quiller-Memorandum – Gefahr aus dem Dunkel (The Quiller Memorandum)
John Howell – Khartoum
Ray Simm – Letzte Grüße von Onkel Joe (The Wrong Box)

### Beste Kostüme
Julie Harris – Protest (Morgan: A Suitable Case for Treatment)
Christian Dior – Arabeske (Arabesque)
John Furniss – Der blaue Max (The Blue Max)
Nicholas Georgiadis – Romeo und Julia (Romeo and Juliet)

### Bester Kurzfilm
The War Game – Regie: Peter Watkins
Sudden Summer – Regie: Richard Taylor
The River Must Live – Regie: Alan Pendry
The Tortoise and the Hare – Regie: Hugh Hudson

### Bester Dokumentarfilm
Goal! The World Cup – Regie: Ross Devenish, Abidin Dino
Buster Keaton Rides Again – Regie: John Spotton
I’m Going to Ask You to Get Up Out of Your Seat – Regie: Richard Cawston
Thirty Years After (Episode: Matador) – Regie: Kevin Billington

### Bester spezialisierter Film
Exploring Chemistry: The Nuffield Approach to the Teaching of Chemistry – Regie: Robert Parker
The Radio Sky – Regie: Michael Crosfield
Visual Aids – Regie: Richard Need